# لین وایت
لین تاونسند وایت جونیو (انگلیسی: Lynn Townsend White Jr.; ۲۹ آوریل ۱۹۰۷ – ۳۰ مارس ۱۹۸۷) پژوهشگر مطالعات قرون وسطی، استاد دانشگاه، و مورخ اهل ایالات متحده آمریکا بود. او از سال ۱۹۳۳ تا ۱۹۳۷ استاد تاریخ قرون وسطی در دانشگاه پرینستون و از ۱۹۳۷ تا ۱۹۴۳ در دانشگاه استنفورد بود. او از ۱۹۴۳ تا ۱۹۵۸ رئیس کالج اوکلند، کالیفرنیا و از ۱۹۵۸ تا ۱۹۸۷ دانشگاه کالیفرنیا، لس آنجلس بود. لین وایت به تأسیس انجمن تاریخ فناوری کمک کرد و از سال ۱۹۶۰ تا ۱۹۶۲ رئیس این انجمن بود. او برنده جایزه فایزر برای «تکنولوژی قرون وسطایی و تغییرات اجتماعی» از تاریخچه علوم اجتماعی (HSS) شد. و در سال‌های ۱۹۶۴ و ۱۹۷۰ مدال لئوناردو داوینچی و جایزه دکستر از SHOT را دریافت کرد. او از سال ۱۹۷۱ تا ۱۹۷۲ رئیس انجمن تاریخ علم بود. او از سال ۱۹۷۲ تا ۱۹۷۳ رئیس آکادمی قرون وسطی آمریکا و انجمن تاریخ آمریکا در سال ۱۹۷۳ بود.
وی همچنین برندهٔ جوایزی همچون کمک‌هزینه گوگنهایم شده‌است.

## مسیحیت و محیط زیست
در سال ۱۹۶۶ لین وایت که بر روی موضوع تاریخ تکنولوژی و فناوری کار می‌کرد، در یکی از سخنرانی‌هایش از دین مسیحیت غربی و مسیحیت شرقی سخن گفت و مطرح کرد که در دین مسیحیت غربی آموزه‌هایی وجود دارد که این آموزه‌ها موجب تخریب و آسیب‌های زیست‌محیطی شده‌است برای مثال هم از روایت آفرینش آدم و حوا و نقطه صفر پیدایش استفاده می‌کند و می‌گوید در کتاب آفرینش خدا خطاب به انسان می‌گوید ما این زمین را برای تو آفریدیم و شما می‌توانید از آن به دلخواه خودتان بهره‌مند شوید. تأکید لین وایت روی این موضوع است که مسیحیت غربی حاوی راز آلودگی جهان است و مؤمنان غربی باید این راز آلودگی را کشف کنند. لین وایت اشاره می‌کند که مسیحیت در دوره ای که قدرت گرفت، انسان‌محوری را پایه‌ریزی کرد و بخش‌های مختلف طبیعت را از زنده‌انگاری به حاشیه راند. لین وایت بیان می‌کند که عیسی مسیح خیلی روی موضوع انسان تأکید می‌کند و مسیحیت وقتی به مرور زمان امپراتوری روم را تسخیر می‌کند تا وقتی که امپراتوری روم رسماً مسیحی می‌شود و اعتقادهای طبیعت محور یا طبیعت‌پرستی در اروپا را منسوخ می‌کند چون تا قبل از مسیحیت در اروپا، انگاره‌های زنده‌انگاری حاکم بوده و افراد اعتقاد داشتند که مثلاً کوه، درخت و غیره روح دارند ولی مسیحیت قداست را از طبیعت گرفت و به انسان‌های تقدس داد و به عقیده لین وایت مجموعه این عوامل باعث شد که طبیعت از روح جدا شود و حالا این طبیعت بدون روح و قابل دخل و تصرف شده‌است.

### ریشه‌های تاریخی بحران زیست‌محیطی کنونی
در سال ۱۹۶۷، وایت حدس زد که تأثیرات مسیحیان در قرون وسطی ریشه در بحران زیست‌محیطی در قرن بیستم است. وی در تاریخ ۲۶ دسامبر ۱۹۶۶ با عنوان «ریشه‌های تاریخی بحران زیست‌محیطی ما» در جلسه ای در انجمن پیشبرد علوم آمریکا در واشینگتن سخنرانی کرد، که بعداً سخان او در ژورنال ساینس منتشر شد. مقاله وایت بر این فرض استوار بود که «همه اشکال زندگی محیط خود را اصلاح می‌کنند»، یعنی هر ارگانیسم زنده به نوعی محیط یا زیستگاه خود را تغییر می‌دهد. به نظر او رابطه انسان با محیط طبیعی اش همواره حتی در قرون وسطی نیز یک نوع پویا و تعاملی بوده‌است و انقلاب صنعتی به عنوان یک نقطه عطف اساسی در تاریخ اکولوژیکی انسان به حساب می‌آید. او پیشنهاد می‌کند که در این مرحله فرضیه‌های علم با امکانات فناوری تطبیق داده شد و توانایی ما برای تخریب و بهره‌برداری از محیط‌زیست بسیار افزایش یافت. با این وجود، او همچنین پیشنهاد می‌کند که ذهنیت انقلاب صنعتی، که زمین منبعی برای مصرف انسان است، بسیار قدیمی‌تر از واقعیت ماشین‌آلات است و ریشه در مسیحیت قرون وسطایی و نگرش به طبیعت دارد. وی پیشنهاد می‌کند که «آنچه مردم درمورد بوم‌شناسی خود انجام می‌دهند بستگی دارد به آنچه در مورد خود در رابطه با چیزهای اطراف خودشان فکر می‌کنند.» وی با استناد به داستان آفرینش سفر پیدایش استدلال کرد که الهیات یهود-مسیحی جاندار انگاری (آیینی مبنی بر اینکه تمامی عناصر طبیعت دارای روح و جان هستند و زنده‌اند) و بهره‌برداری عادی از منابع طبیعی را از بین برده‌است، زیرا:
«کتاب مقدس تسلط انسان بر طبیعت را تأیید می‌کند و یک گرایش انسان‌محوری را ایجاد می‌کند مسیحیت بین انسان و بقیه آفرینش، که هیچ «روح» یا «عقلی» ندارد و از این رو فروتر است، تمایز قائل می‌شود.»
وی اظهار داشت که این اعتقادات منجر به بی‌تفاوتی نسبت به طبیعت شده‌است که همچنان در صنعت پسا-مسیحی نیز تأثیر دارد. او نتیجه گرفت که استفاده بیشتر از علم و فن‌آوری برای حل این مسئله کمک نخواهد کرد، زیرا این عقاید بنیادی بشریت در مورد طبیعت است که باید تغییر کند؛ ما باید نگرش‌های برتری انسان و تحقیر غیر انسان را که ما را «مایل به استفاده از  [زمین] برای کوچک‌ترین هوس خود می‌سازد، کنار بگذاریم». وایت پیشنهاد می‌کند فرانسیس آسیزی به عنوان الگویی در تصور دموکراسی آفرینش که در آن به همه موجودات احترام گذاشته می‌شود و حاکمیت انسان بر خلقت محدود می‌شود، مورد توجه قرار گیرد.

## واکنش‌ها
ایده‌های وایت بحث گسترده‌ای را در مورد نقش دین در ایجاد و حفظ نگرش مخرب غرب نسبت به بهره‌برداری از جهان طبیعی به راه انداخت. همچنین علاقه به رابطه بین تاریخ، طبیعت و تکامل ایده‌ها را برانگیخت، بنابراین زمینه‌های مطالعاتی جدیدی مانند تاریخ محیط زیست و اکوتالوژی را برانگیخت. با این حال، به همان اندازه، بسیاری استدلال او را حمله مستقیم به مسیحیت می‌دانستند و دیگر مفسران فکر می‌کنند که تحلیل او از تأثیر کتاب مقدس، و به ویژه سفر پیدایش، نادرست است. آنها استدلال می‌کنند که پیدایش به جای تسلط، مدلی از «سرپرستی (الهیات)» به انسان ارائه می‌دهد و از انسان می‌خواهد که مراقب محیط زیست جهان باشد. دیگران، مانند لوئیس دبلیو مونتکریف استدلال می‌کنند که رابطه ما با محیط زیست تحت تأثیر بسیاری از پدیده‌های فرهنگی/تاریخی متنوع و پیچیده‌تر قرار گرفته‌است و نتیجه ای که امروز می‌بینیم را نمی‌توان به سادگی به تأثیر یهودیت تقلیل داد.

## تکنولوژی و دین در قرون وسطی
وایت مورخ بود، اما مدرک فوق لیسانس خود را نیز در حوزه علمیه اتحادیه دریافت کرده بود و فرزند یک استاد اخلاق مسیحی بود، و دین را جزء لاینفک توسعه فناوری غربی می‌دانست. از فناوری و اختراع در قرون وسطی ۱۹۴۰، تا کتاب دینامو و ویرجین بازنگری شده در سال ۱۹۵۸، و فناوری قرون وسطایی و تغییرات اجتماعی او (چاپ انتشارات دانشگاه آکسفورد، ۱۹۶۲)، کار او این فرض را رد کرد که در قرون وسطی انسان‌ها بیش از حد درگیر الهیات و/یا جوانمردی بودند و نمی‌توانستند به فناوری توجه کنند.